# Miscibilitate
Miscibilitatea este o proprietate a substanțelor de a se amesteca între ele în orice raport, formând o compoziție omogenă. Accentul este pus pe amestecarea lichidelor care, dacă sunt miscibile, pot forma în amestec soluții.
Miscibilitatea este proprietatea mai multor substanțe de a putea forma împreună un amestec omogen.
Unele substanțe sunt parțial miscibile între ele.